# Direto do Laboratório
Direto do Laboratório é uma coletânea musical de rap lançada em 2003. Contém treze faixas, descritas mais abaixo:

## Faixas
1. A Volta dos que Não Foram (SP Funk)
2. Primeiro Ato (Projeto Manada)
3. Processo (Ascendência Mista)
4. Se Joga (Max B.O)
5. Vagabubndo (Quinto Andar)
6. Rastro Mágico (Rua de Baixo)
7. Saber Jogar (Conseqüência)
8. O Grau do Meu Som (Potencial 3)
9. Crash! Bum! Bang! (Mamelo Sound System)
10. Godfather Dominando o Espaço Sideral (Ciência Rimática)
11. Bairros Cidades Estrelas Constelações (Mzuri Sana)
12. Alguns Pensamentos (Elo da Corrente)
13. Unhas e Dentes (Paulo Napoli)